# Kongsvinger
Kongsvingerⓘ ist eine Kommune im norwegischen Fylke Innlandet. Die Kommune hat 18.109 Einwohner (Stand: 1. Januar 2025). Verwaltungssitz ist die gleichnamige, an der Glomma gelegene Stadt Kongsvinger. Die Stadt hat 12.443 Einwohner.

## Geografie

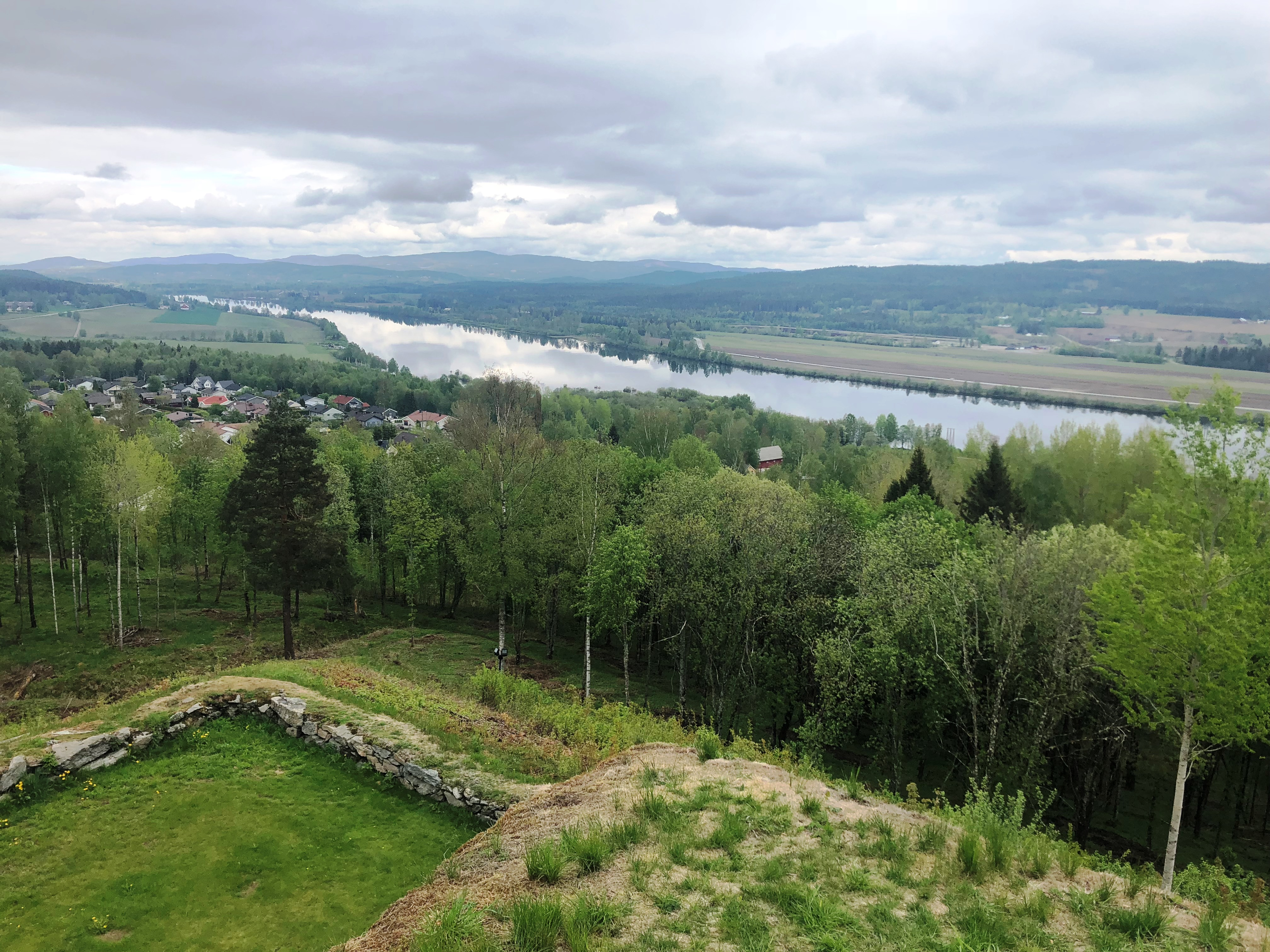
Blick von der Festung Kongsvinger auf die Glomma

Die Kommune Kongsvinger liegt im Südosten des Fylkes Innlandet an der Ostgrenze Norwegens zu Schweden. Im Norden grenzt die Gemeinde an Grue, im Westen an, Sør-Odal und im Süden an Eidskog. Von Norden kommend wird die Kommune im Westen von der Glomma, Norwegens längstem Fluss, durchflossen. In der Stadt Kongsvinger knickt sie in den Nordwesten ab. Östlich der Stadt liegt der See Vingersjøen. Nahe der schwedischen Grenze liegen unter anderem die Seen Møkeren und Varaldsjøen. Das östliche Gemeindegebiet gehört zum Einzugsgebiet schwedischer Gewässersysteme. Die Gesamtfläche der Kommune beträgt 1.036,45 km², wobei Binnengewässer zusammen 83,62 km² ausmachen.
Das Terrain der Kommune ist weitgehend von bewaldeten Hügel und Erhebungen geprägt, das Gebiet um die Glomma liegt etwas tiefer. Die Erhebung Rafjellet im Norden der Gemeinde stellt mit einer Höhe von 575,87 moh. den höchsten Punkt der Kommune Kongsvinger dar.

## Einwohner
In den 1970er-Jahren stieg die Zahl der Einwohner stark an, anschließend begann sie zu stagnieren. Der Großteil der Einwohner lebt im Tal, durch das die Glomma fließt. In diesem liegt auch die Stadt Kongsvinger. In der Gemeinde liegen mehrere sogenannte Tettsteder, also mehrere Ansiedlungen, die für statistische Zwecke als eine städtische Siedlung gewertet werden. Diese sind Kongsvinger mit 12.443, Roverud mit 764 und Austmarka mit 229 Einwohnern (Stand: 1. Januar 2024).
Offizielle Schriftsprache ist wie in vielen Kommunen in Innlandet Bokmål, also die weiter verbreitete der beiden norwegischen Sprachformen.
| Jahr          | 1986   | 1990   | 1995   | 2000   | 2005   | 2010   | 2015   | 2020   | 2025   |
| ------------- | ------ | ------ | ------ | ------ | ------ | ------ | ------ | ------ | ------ |
| Einwohnerzahl | 17.492 | 17.480 | 17.274 | 17.349 | 17.279 | 17.377 | 17.881 | 17.829 | 18.109 |

## Geschichte und Kultur

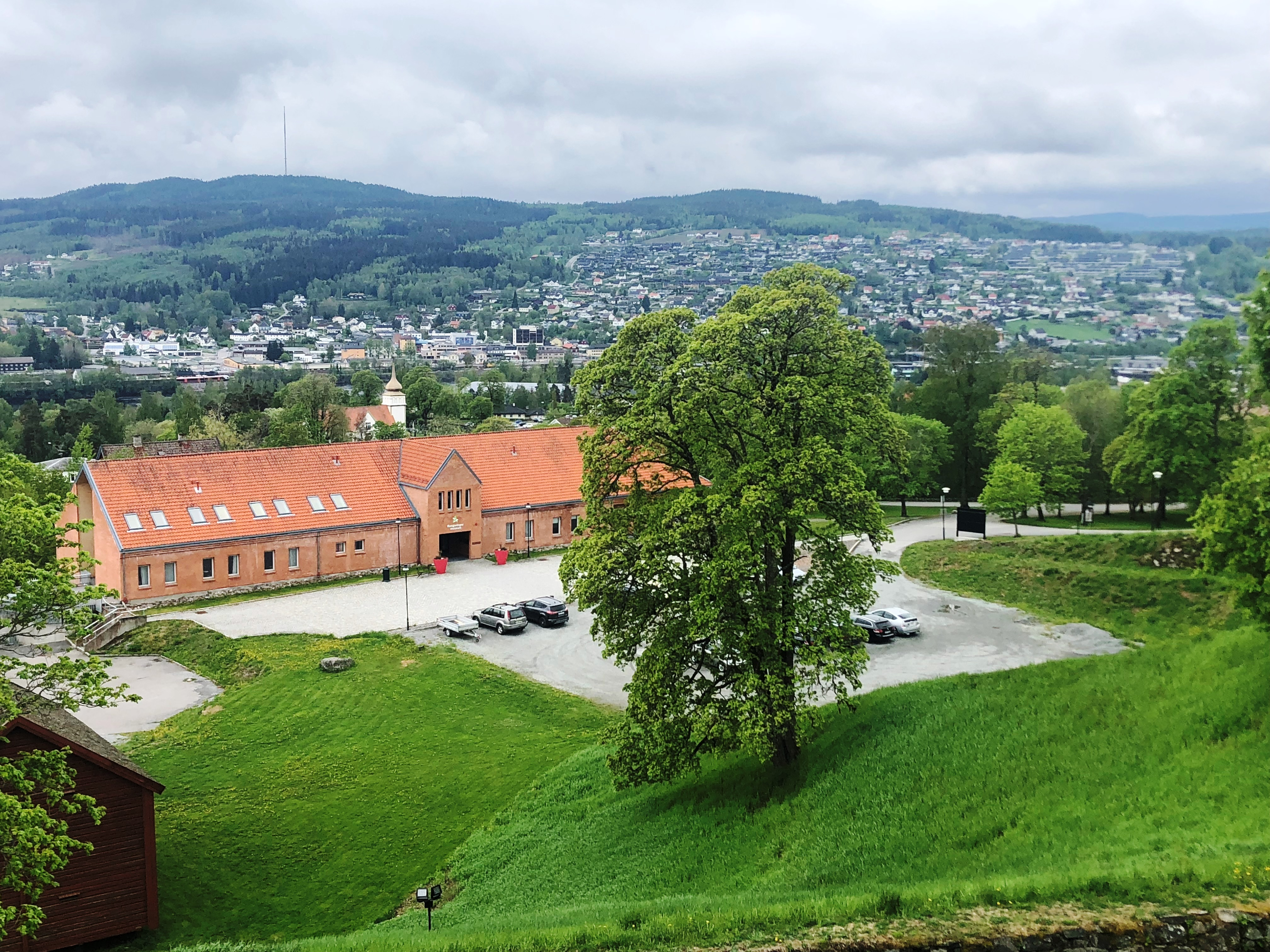
Blick von der Festung Kongsvinger auf Kongsvinger

Wahrzeichen der Stadt ist die Festung Kongsvinger. Sie liegt auf der Anhöhe Tråstadberget nordwestlich des Flussknies der Glomma. Die Festung wurde von 1681 bis 1682 erbaut. Sie diente der Verteidigung gegen Schweden, deren Weg von Värmland ins heutige Oslo über Eidskog und zur Glomma hin führte. Heute wird die Festung, in dem ein Verteidigungsmuseum untergebracht ist, unter anderem für Kulturveranstaltungen genutzt.
1854 erhielt Kongsvinger das Marktrecht. Die Kommune Kongsvinger entstand im Jahr darauf, als sie zum 7. Februar 1855 von Vinger abgespalten wurde. Vinger verblieb mit 10.947 Einwohnern, Kongsvinger hatte bei der Gründung 472 Einwohner. Im Jahr 1856 wurde in Kongsvinger die Brücke über die Glomma fertiggestellt und 1862 wurde die Bahnstrecke Kongsvingerbanen fertiggestellt, ab 1865 führte schließlich auch eine Strecke von Kongsvinger nach Schweden. Mit der Etablierung des Bahnhofs wuchs Kongsvinger auf dem Gebiet südlich der Glomma an.
Die Kommune Vinger, aus der Kongsvinger hervorgegangen war, wurde 1864 weiter in Eidskog mit 6920 und Vinger mit 6229 Einwohnern aufgespalten. 1878 ging ein von 209 Personen bewohntes Gebiet von Vinger an Kongsvinger über. Zum 1. Januar 1964 wurde das von 2349 Personen bewohnte Kongsvinger mit dem von 6257 bewohnten Vinger und der Kommune Brandval mit 4387 Einwohnern zusammengelegt. Ein Jahr darauf erhielt Kongsvinger den Status als Bykommune (deutsch Stadtkommune). Zum Jahresbeginn wurde ein unbewohntes Gebiet von Grue an Kongsvinger überführt, am 1. Januar 1986 wurde ein Gebiet mit 14 Bewohnern an Eidskog abgegeben.
Bis zum 31. Dezember 2019 gehörte Kongsvinger der damaligen Provinz Hedmark an. Sie ging im Zuge der Regionalreform in Norwegen in die zum 1. Januar 2020 neu geschaffene Provinz Innlandet über.
Kongsvinger beherbergt das norwegische Frauenmuseum (Kvinnemuseet), das 1995 von Königin Sonja eröffnet wurde. Das Museum ist im Haus, in dem die Schriftstellerin Dagny Juel aufwuchs, untergebracht. In der Kommune befinden sich mehrere Kirchen. Die Brandval kirke ist eine Holzkirche aus dem Jahr 1651. 1697 fertiggestellt wurde die Vinger kirke, die ebenfalls in Holz erbaut wurde. Ursprünglich lag eine Kirche auf der anderen Uferseite der Glomma, da man diese von der Festung jedoch nicht erreichen konnte, wurde die Kirche von Vinger auf der anderen Seite neu erbaut.

## Wirtschaft und Infrastruktur

### Verkehr

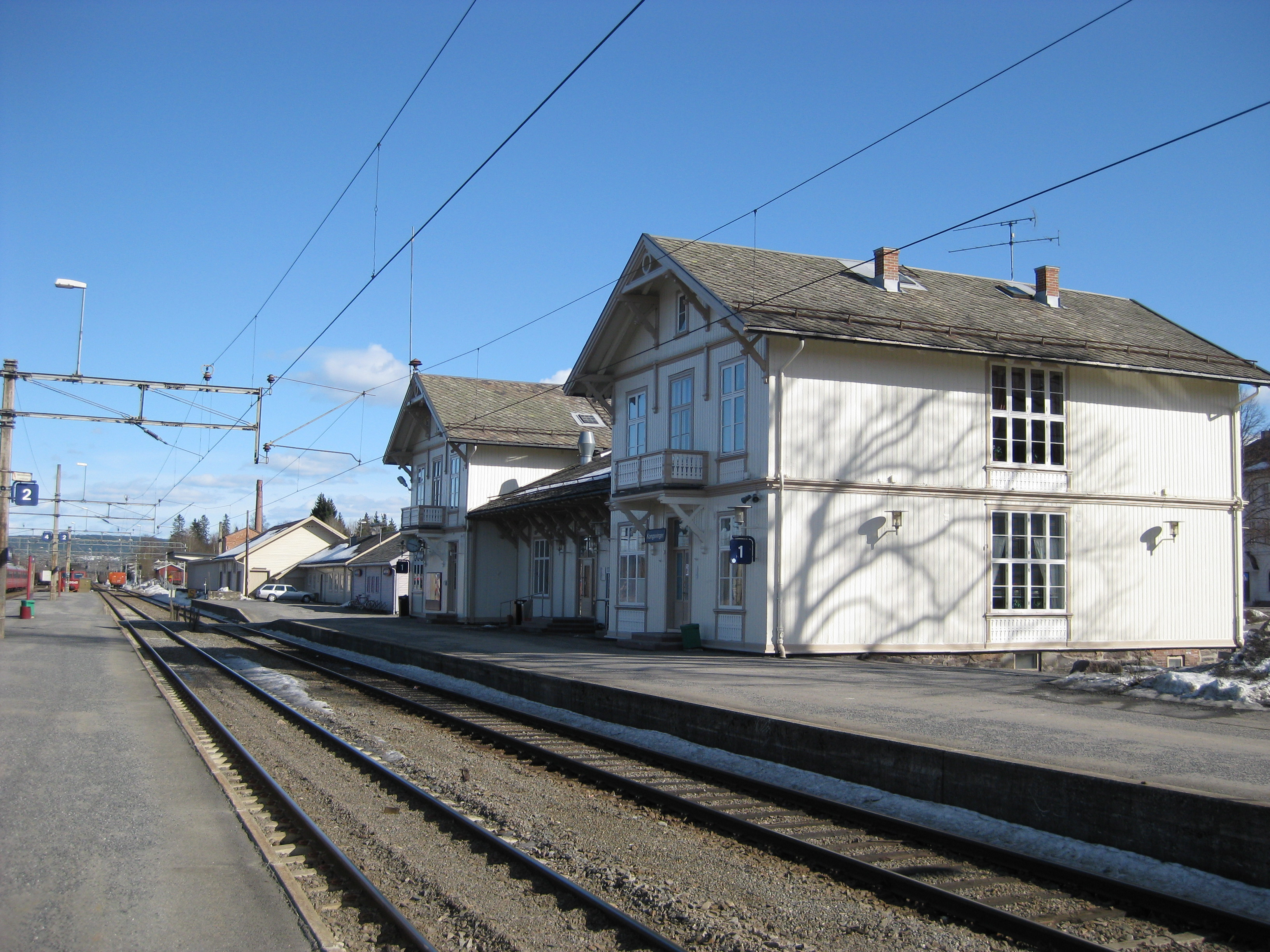
Bahnhof Kongsvinger

Durch Kongsvinger führt in Ost-West-Richtung die Europastraße 16 (E16). Sie führt von Schweden durch den Osten der Kommune bis zur Stadt Kongsvinger. Ab da verläuft sie weitgehend parallel zur Glomma in den Westen, bevor sie die Kommune verlässt. Die Straße bindet die Gegend mit der Region Oslo an. In der Stadt Kongsvinger wird die E16 vom Riksvei 2 gekreuzt, der aus dem Süden auf die Stadt führt und ab dort weiter entlang der Glomma in den Norden.
In der Stadt Kongsvinger treffen auch die beiden Eisenbahnlinien Bahnstrecke Elverum–Kongsvinger und Kongsvingerbanen aufeinander. Die Kongsvingerbane führt Richtung Westen nach Lillestrøm, etwas östlich von Oslo, und in den Osten nach Charlottenberg in Schweden. Der Abschnitt von Lillestrøm bis Kongsvinger wurde 1865 eröffnet, der bis nach Schweden drei Jahre später. Die auch unter dem Namen Solørbanen bekannte Bahnstrecke nach Elverum führt entlang der Glomma in den Norden. Die Strecke wird nur für den Güterverkehr genutzt.

### Wirtschaft
Für Kongsvinger ist die Land- und Forstwirtschaft von Bedeutung. In der Landwirtschaft ist der Anbau von Getreide und Kartoffeln für die Kommune typisch. Im Bereich der Forstwirtschaft gehört Kongsvinger zu den Kommunen mit der größten jährlich gefällten Menge des Landes. Das meiste Holz wird nicht in Kongsvinger selbst verarbeitet. Ab 1965 wurde die Industrie ausgebaut. Unter anderem baute die Kommune selbst Industriegebäude, die sie an Unternehmen vermietete. Es siedelten sich dabei viele Firmen an, die zuvor in der Region Oslo ansässig waren. Auch öffnete das statistische Zentralbüro Statistisk sentralbyrå eine Niederlassung in Kongsvinger. Im Jahr 2020 arbeiteten von etwa 7680 Arbeitstätigen rund 5470 in Kongsvinger selbst, 535 waren in Oslo tätig. Jeweils über 100 Personen pendelten auch in die Kommunen Sør-Odal, Eidskog, Grue, Ullensaker und Lillestrøm. Zu gleich pendelten unter anderem aus diesen Kommunen viele Personen nach Kongsvinger, aus Sør-Odal und Eidskog waren es jeweils über 500.

## Name und Wappen

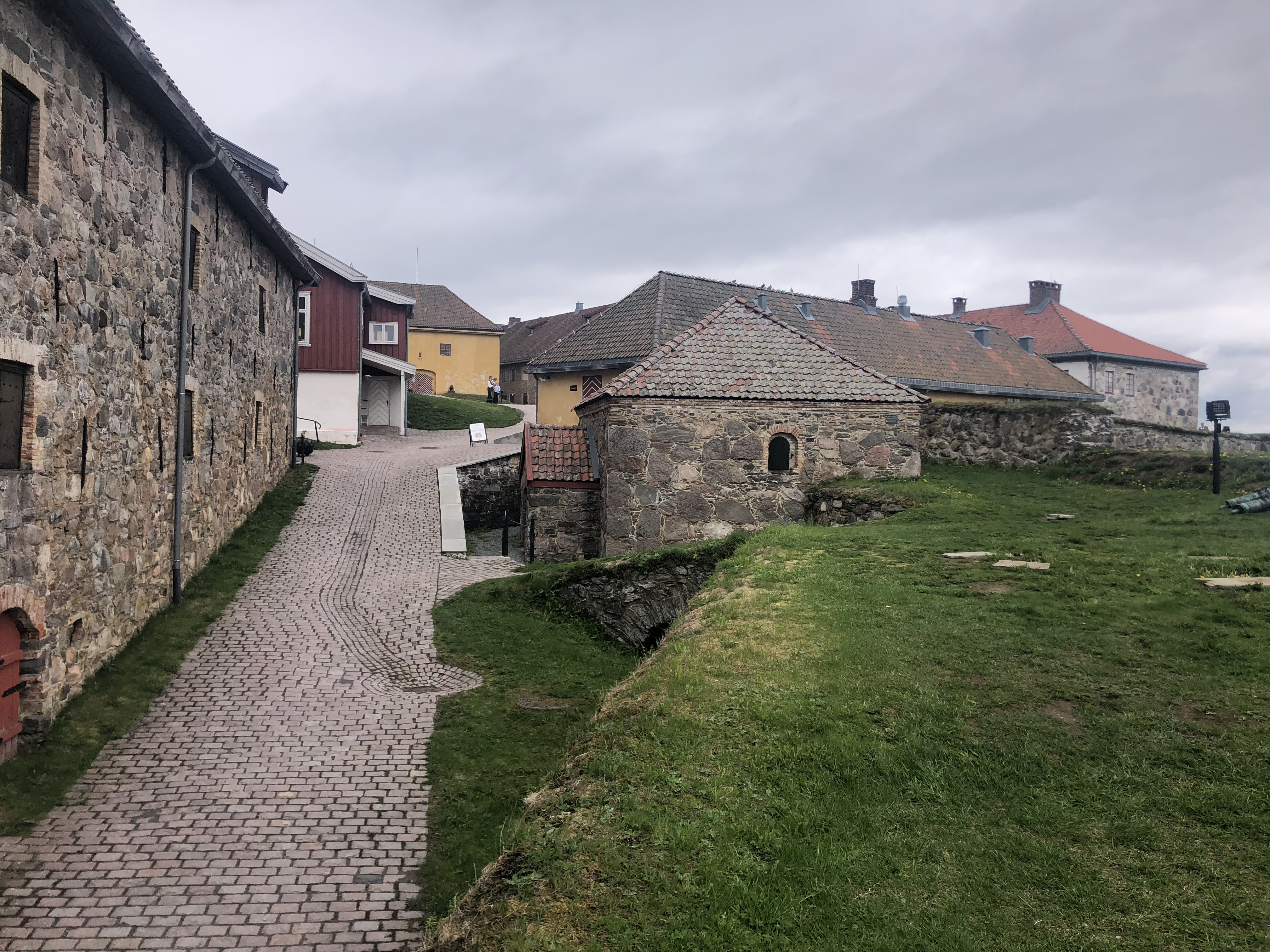
Festung Kongsvinger

Das seit 1926 offizielle Wappen der Kommune zeigt auf rotem Hintergrund in schwarz und weiß die Festung Kongsvinger und die Glomma. Der Gemeindename setzt sich aus „kong“ (deutsch König) und dem Ortsnamen „Vinger“ zusammen. Der Name leitet sich daher, dass die Festung bei Vinger für den König erbaut worden ist. Die Herkunft des Namens von Vinger ist nicht sicher geklärt.

## Persönlichkeiten
- Erika Nissen (1845–1903), Pianistin und Musikpädagogin
- Ågot Gjems Selmer (1857–1926), Schauspielerin und Schriftstellerin
- Dagny Juel (1867–1901), Schriftstellerin und Dramatikerin
- Borghild Bryhn-Langgaard (1883–1939), Sängerin und Musikpädagogin
- Magne Lystad (1932–1999), Orientierungsläufer
- Jan Erik Gustavsen (* 1946), Radrennfahrer
- Tove Strand (* 1946), Politikerin
- Håvard Gimse (* 1966), Pianist
- Hildegunn Øiseth (* 1966), Jazzmusikerin
- Ståle Solbakken (* 1968), Fußballspieler und -trainer
- Tone Wølner (* 1978), Handballspielerin
- Margrethe Haarr (* 1985), Politikerin
- Magnus Gullerud (* 1991), Handballspieler
- Martin Linnes (* 1991), Fußballspieler
- Cathrine Dekkerhus (* 1992), Fußballspielerin
- Petter Øverby (* 1992), Handballspieler
- Hallgeir Engebråten (* 1999), Eisschnellläufer
- Nora Midtsundstad (* 2003), Skispringerin und Nordische Kombiniererin